# Parapilkhanivora
Parapilkhanivora is een geslacht van vliesvleugeligen uit de familie Eurytomidae. De wetenschappelijke naam van dit geslacht is voor het eerst geldig gepubliceerd in 1973 door Farooqi & Menon.

## Soorten
Het geslacht Parapilkhanivora omvat de volgende soorten:
- Parapilkhanivora nigra Farooqi & Menon, 1973
- Parapilkhanivora testacea Farooqi & Menon, 1973